# Hans-Joachim Preuß

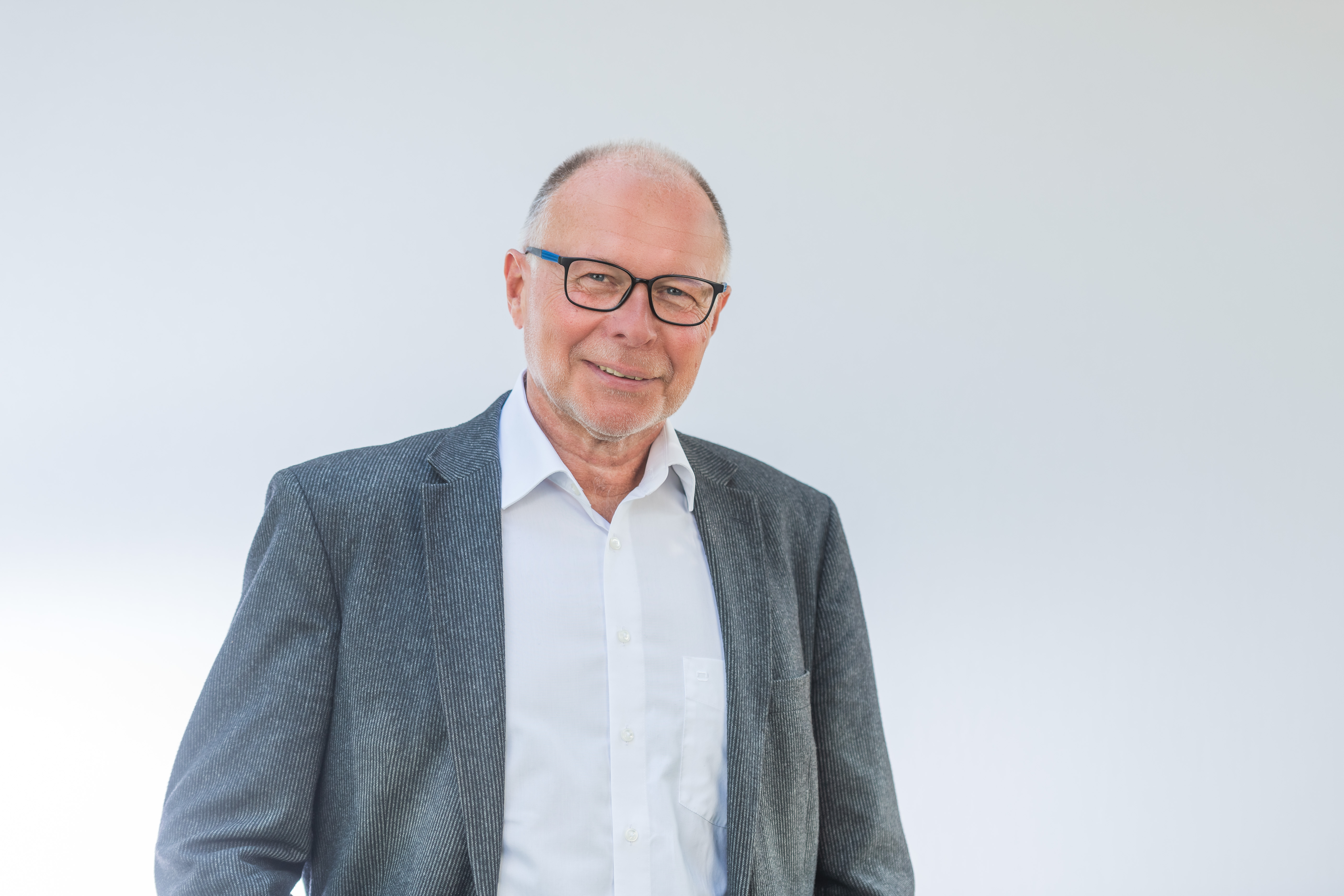
Hans-Joachim Preuß, 2022

Hans-Joachim Preuß (* 5. Juni 1955 in Neuwied) ist ein deutscher Agrarökonom. Er war Generalsekretär der Deutschen Welthungerhilfe, Vorstandsmitglied der Deutschen Gesellschaft für Internationale Zusammenarbeit (GIZ), Landesdirektor für Benin, Burkina Faso und Togo Friedrich-Ebert-Stiftung in Cotonou, Benin und ist seit 2014 Lehrbeauftragter an der Universität Bonn.

## Beruf und Karriere
Nach dem Schulabschluss mit der Mittleren Reife absolvierte Preuß zunächst eine kaufmännische Ausbildung, bevor er am Staatlichen Koblenz-Kolleg in Koblenz die Allgemeine Hochschulreife erwarb. Nach einem sozialpädagogischen Praktikum am Jugendreferat der Evangelischen Kirche im Rheinland in Kastellaun (Hunsrück) und einem landwirtschaftlichen Praktikum in Kirchberg (Hunsrück) begann er 1980 das Studium der Agrarwissenschaften an der Universität Gießen, welches er als Diplom-Agraringenieur abschloss. Im Anschluss nahm er ein Postgraduiertenstudium am Deutschen Institut für Entwicklungspolitik (DIE) auf. 1986 begann Preuß seine berufliche Tätigkeit in der Entwicklungszusammenarbeit bei der GTZ als Projektassistent in Mauretanien und setzte sie als Projektökonom und Teamleiter in Benin fort. In der Zeit von 1991 bis 1994 arbeitete Preuß als wissenschaftlicher Mitarbeiter am Zentrum für regionale Entwicklungsforschung der Universität Gießen, wo er mit einer Fallstudie zur zielgruppenorientierten Agrarforschung in Entwicklungsländern promovierte. Nach seiner Rückkehr in die GTZ 1994 gehörte er bis 1996 der Stabsstelle Unternehmensentwicklung an. 1996 wechselte Preuß zur Welthungerhilfe in Bonn, wo er zunächst als Leiter des Bereichs „Programme und Projekte“ tätig war. Von 2003 bis 2009 war er Generalsekretär der Welthungerhilfe und leitete die Organisation als Geschäftsführer. Am 1. Juli 2009 wurde Preuß Geschäftsführer der GIZ, seit 2011 war er Mitglied des fünfköpfigen Vorstands. Von 2018 bis 2021 war Preuß Länderrepräsentant der Friedrich-Ebert-Stiftung in Cotonou, Benin.
Seit 2014 ist Preuß Lehrbeauftragter am Institut für Politische Wissenschaft und Soziologie der Universität Bonn. Er lehrt insbesondere zu Fragen der deutschen und europäischen Entwicklungs- und Sicherheitspolitik mit Staaten Afrikas sowie den karibischen und pazifischen Inselstaaten. Er verfügt über langjährige Berufspraxis auf verschiedenen Ebenen in unterschiedlichen staatlichen, nichtstaatlichen und akademischen Organisationen der Entwicklungszusammenarbeit im In- und Ausland. Dabei beschäftigte er sich vor allem mit Entwicklungs- und Sicherheitsproblemen Afrikas, mit globalen Wanderungsbewegungen und der Zukunft der internationalen Zusammenarbeit und dokumentierte diese Überlegungen in zahlreichen Publikationen.
Preuß ist langjähriges Mitglied der SPD und seit 1996 Ortsvereinsmitglied in Troisdorf. Außerdem ist er Vorsitzender des Aufsichtsrats der Berlin Governance Platform GmbH, Mitglied des Vorstands des Andheri-Hilfe e.V. Bonn und Vorsitzender des Tagungshaus Hunsrück e.V.
Er ist verheiratet und hat drei Töchter.

## Publikationen (Auswahl)
- gemeinsam herausgegeben mit D. Kohnert und P. Sauer: Perspektiven Zielorientierter Projektplanung in der Entwicklungszusammenarbeit (= Ifo-Studien zur Entwicklungsforschung, Band 22). London 1992.
- gemeinsam mit D. Kohnert: Vom Camarade zum Monsieur. Sozioökonomische Probleme der Strukturanpassung in Benin. In: Peripherie. Band 46, 1992, S. 47–70.
- gemeinsam mit G. Roos: Ländliche Entwicklung und regionales Ressourcenmanagement – Einführung und Überblick. In: H.-J. A. Preuß, G. Roos (Hrsg.): Ländliche Entwicklung und regionales Ressourcenmanagement: Konzepte – Instrumente – Erfahrungen. Gießen 1994
- gemeinsam mit A. Floquet und N. von der Lühe: Paysans, vulgarisateurs et chercheurs au sud du Bénin: Le trio déconnecté. In: Studien zur ländlichen Entwicklung. Band 54, Münster, Hamburg 1996
- gemeinsam mit H. Gaese: Problems and Prospects of Agricultural Development in Cuba. In: Quarterly Journal of International Agriculture. Nr. 2, 2001.
- Fragile Staatlichkeit in Afrika. Was kann Entwicklungszusammenarbeit leisten? In: Z Außen Sicherheitspolitik. Band 6, 2013, S. 309–318
- Potenziale und Grenzen der Zusammenarbeit von staatlichen und nichtstaatlichen Organisationen in Entwicklungspolitik und internationaler Zusammenarbeit. In: M. Heuser, T. Abdelalem (Hrsg.): Strategisches Management humanitärer NGOs. Springer Gabler, Berlin, Heidelberg 2018
- Der schleichende Niedergang der Demokratie in Benin. Konsequenzen für die Förderung von Rechtsstaatlichkeit und gutem Regieren in der internationalen Zusammenarbeit mit Westafrika. In: Zeitschrift für Außen- und Sicherheitspolitik. Band 13, Nr. 4, 2019, S. 343–356
- gemeinsam herausgegeben mit Christoph Beier und Dirk Messner: Forced Displacement and Migration – Approaches and Programmes of International Cooperation. Springer, Wiesbaden 2022
- 20 Jahre Afghanistan: Lehren für das deutsche Engagement in Krisenregionen. In: Z Außen Sicherheitspolitik. Band 15, 2022, S. 1–21.
- Klimawandel und globale Wanderungsbewegungen. In: Ralf-Uwe Beck, Klaus Töpfer und Angelika Zahrnt (Hrsg.): Flucht – Ursachen bekämpfen, Flüchtlinge schützen. Plädoyer für eine humane Politik. Oekom Verlag, München 2022, S. 39–44